# Giovanni Ferrero
Giovanni Ferrero (Farigliano, 21 de septiembre de 1964) es un empresario italiano. Asumió el liderazgo de la empresa de confitería Ferrero SpA después de la muerte de su hermano Pietro Ferrero Jr en 2011. Tiene un patrimonio neto de $ 30.8 mil millones a septiembre de 2019, según Bloomberg. En julio de 2020, Forbes estimó su patrimonio neto en $ 26.3 mil millones, el 43 ° más rico del mundo y el más rico de Italia.

## Primeros años
Nació en Farigliano, Italia, hijo de Maria Franca Fissolo y Michele Ferrero, propietaria de la multinacional de confitería Ferrero. En 1975 se trasladó a Bruselas, Bélgica, donde estudió en las Escuelas Europeas. Luego se mudó a los Estados Unidos, donde estudió marketing en Lebanon Valley College.

## Trayectoria
Al finalizar sus estudios, regresó a Europa para trabajar en la empresa familiar. En 1997 se convirtió en consejero delegado adjunto de Ferrero junto con su hermano Pietro.
En abril de 2011, tras la muerte de su hermano en un accidente de bicicleta en Sudáfrica, se convirtió en el único director ejecutivo de Ferrero Group. Su padre, Michele Ferrero, permaneció como presidente ejecutivo. Michele Ferrero murió en 2015, dejando la empresa únicamente en manos de Giovanni.
La revista de negocios estadounidense Forbes informó que Giovanni Ferrero asumió el cargo de presidente ejecutivo en 2015 y ocupó los cargos de director ejecutivo y presidente ejecutivo durante dos años hasta que contrató a Lapo Civiletti para que asumiera el cargo de director ejecutivo de la compañía en 2017.